# Marlon Ayoví
Marlon Riter Ayoví Mosquera (Guayaquil, 1971. szeptember 27. –) ecuadori válogatott labdarúgó.
Az ecuadori válogatott tagjaként részt vett a 2002-es és a 2006-os világbajnokságon, a 2002-es CONCACAF-aranykupán, illetve az 1999-es, 2001-es és a 2004-es Copa América.